# Бредихин, Сергей Александрович
Серге́й Алекса́ндрович Бреди́хин (1730—1784) — участник дворцового переворота 1762 года, впоследствии генерал-поручик и камергер.

## Биография
Родился 10 (21) июня 1744 года. Сын А. Ф. Бредихина.
Выдвинулся участием в перевороте 1762 года в чине капитана-поручика Преображенского полка. Об его участии в подготовке переворота Екатерина II знала и пожаловала ему 18000 руб. С 22 сентября 1762 года был при дворе камер-юнкером; 22 сентября 1768 года пожалован в камергеры.
Во время Русско-турецкой войны в 1770 году участвовал в силистрийском походе в чине капитан-лейтенанта и, за отличие в бою, был награждён чином бригадира. С 1775 года — генерал-поручик.
Умер в Москве 16 (27) апреля 1784 года, похоронен в  Донском монастыре (участок 3).
Жена (с 26 января 1763 года) — княжна Анна Фёдоровна Голицына (10.06.1744—08.05.1781), дочь генерал-майора князя Фёдора Ивановича Голицына. Их правнук Фёдор Александрович Бредихин стал известным астрономом.